# Reacción de Hinsberg

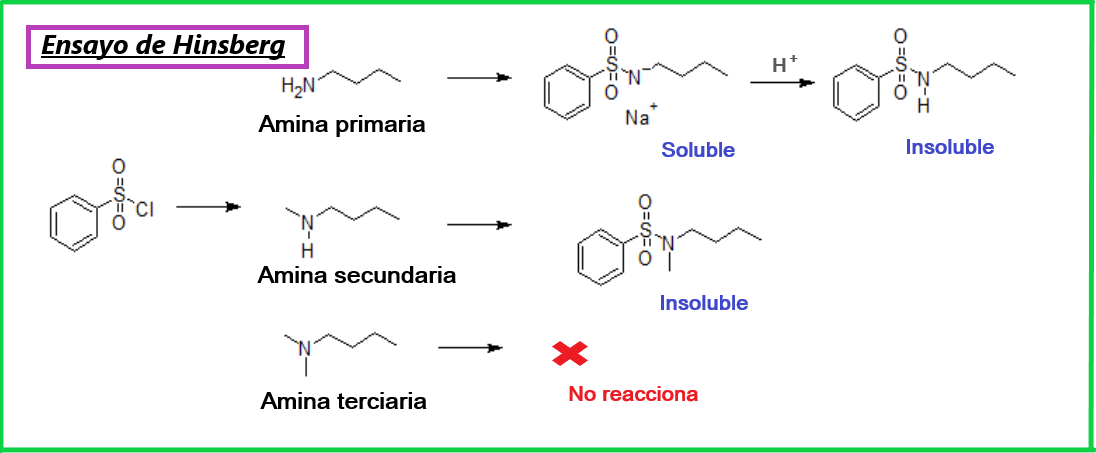
Ensayo de Hinsberg para determinar el tipo de amina

La reacción de Hinsberg, o ensayo de Hinsberg, es una prueba química para la detección de aminas, que permite distinguir entre aminas primarias, secundarias o terciarias. Un reactivo que contiene una solución acuosa de hidróxido de sodio y cloruro de bencensulfonilo se añade sobre la sustancia problema, se agita y se observa el resultado. Una amina primaria formará una sal sulfonamida N-sustituida soluble, obteniéndose una disolución clara, que precipita después de la adición de ácido clorhídrico diluido. Una amina secundaria, en la misma reacción, formará directamente una sulfonamida N,N-disustituida insoluble. Una amina terciaria no reaccionará con el cloruro de bencensulfonilo, sino que seguirá insoluble, por lo que, para distinguir si se trata de amina secundaria o terciaria, se procede a la adición de ácido. Si se trata de una amina terciaria, formará la correspondiente sal y se disolverá, mientras que, si se trata de una amina secundaria, esta permanecerá insoluble. De esta forma, la reacción puede distinguir entre los tres tipos de amina. 
La reacción de Hinsberg fue descrita por primera vez por Oscar Hinsberg en 1890.